# Klimovsk
Klimovsk (in russo Климовск?) è una cittadina della Russia europea centrale (oblast' di Mosca), situata 55 km a sud della capitale.
Attestata già nella prima metà del XIX secolo come villaggio agricolo, con il nome di Klimovka, situato lungo la strada che collegava Mosca con Serpuchov e Tula. Nel 1883 ebbe inizio la costruzione di uno stabilimento per la costruzione di macchine, che nel 1900 arrivò ad avere circa 1.000 dipendenti; nel 1928 l'insediamento di Klimovka ebbe status di villaggio operaio con il nome di Klimovskij, mentre nel 1940 ottenne status di città venendo contemporaneamente rinominata con il nome attuale.
Klimovsk è al giorno d'oggi un piccolo centro industriale (tessile, meccanico).

## Società

### Evoluzione demografica
Fonte: mojgorod.ru Archiviato il 24 aprile 2008 in Internet Archive.
- 1939: 11.000
- 1959: 29.500
- 1979: 53.900
- 1989: 56.700
- 2002: 55.644
- 2007: 65.600